# Deputado Municipal
Os membros da Assembleia Municipal são intitulados deputados municipais e detêm uma série de poderes atribuídos pela lei. Esses poderes podem ser exercido em nome individual ou através dos Grupos Municipais, nos termos do Regimento da Assembleia.
Assim, os deputados municipais podem, designadamente:
- Participar e intervir nos debates da Assembleia Municipal
- Participar nas votações e apresentar declarações de voto
- Apresentar propostas de deliberação nomeadamente sob a forma de moções, recomendações e votos de louvor, congratulação, saudação, protesto ou pesar
- Propor a realização de referendos locais
- Apresentar moções de censura à Câmara Municipal
- Fazer perguntas à Câmara Municipal sobre quaisquer actos desta, da administração municipal ou do sector empresarial local
- Requerer por escrito à Câmara Municipal, através do Presidente da Assembleia Municipal, as informações e esclarecimentos que entenda necessários
- Propor a constituição de Comissões ou grupos de trabalho para o estudo de matérias relacionadas com as atribuições do Município
- Apresentar pareceres escritos sobre as propostas da Câmara Municipal submetidas à Assembleia Municipal
- Apresentar relatórios escritos sobre debates temáticos realizados pela Assembleia Municipal.[1]

## Estatuto dos Deputados Municipais
O cargo de membro da Assembleia Municipal não é um cargo remunerado, no entanto o Estatuto dos Eleitos Locais, (Lei 29/87 de 30 de Junho), cuja versão actualizada prevê a atribuição de uma senha de presença pela participação nos trabalhos, quer se trate de reuniões plenárias da Assembleia ou de reuniões das suas Comissões.